# 银色突吻鳗
银色突吻鳗（学名：Rhynchocymba nystromi）为康吉鳗科突吻鳗属的鱼类。该物种于1901年由大衛·斯塔爾·喬丹和約翰·奧特貝恩·斯奈德描述，主要分布于日本以及南海等海域。该物种的模式产地在长崎。